# Gangster Tripping
Gangster Tripping is een nummer van de Britse dj en producer Fatboy Slim uit 1998. Het is de tweede single van zijn tweede studioalbum You've Come a Long Way, Baby.
Het nummer bevat samples uit "Entropy" van DJ Shadow, "Word Play" en "The Turntablist Anthem" van X-Ecutioners, "Beatbox Wash" van Dust Junkys, "Change the Mood" van Jackie Mittoo, "Sissy Walk" van Freedom Now Brothers, en "You Did It" van Ann Robinson. De steeds terugkerende regel "We gotta kick this gangsta shit" komt uit een optreden van het rapduo Pete Rock & CL Smooth. "Gangster Tripping" werd in diverse landen een hit en bereikte de 3e positie in het Verenigd Koninkrijk. Hoewel het nummer in Nederland slechts een 9e positie in de Tipparade behaalde, werd het wel een grote radiohit in Nederland.

## Tracklijst
Cd-, 12", en cassettesingle
1. "Gangster Trippin"
2. "The World Went Down"
3. "Jack It Up (DJ Delite)"